# Macraea
Macraea es un género de plantas con flores perteneciente a la familia Asteraceae.

## Sinónimo
Macraea es sinónimo de Phyllanthus.
- Datos: Q5234154